# Stazione meteorologica di Usseglio
La stazione meteorologica di Usseglio è la stazione meteorologica di riferimento relativa alla località di Usseglio.

## Coordinate geografiche
La stazione meteo si trova nell'Italia nord-occidentale, in Piemonte, in provincia di Torino, nel comune di Usseglio, a 1.310 metri s.l.m. e alle coordinate geografiche 45°14′N 7°12′E.

## Dati climatologici
In base alla media trentennale di riferimento 1961-1990, la temperatura media del mese più freddo, gennaio, si attesta a -4,5 °C; quella del mese più caldo, luglio, è di +14,4 °C .
| Usseglio           | Mesi | Mesi | Mesi | Mesi | Mesi | Mesi | Mesi | Mesi | Mesi | Mesi | Mesi | Mesi | Stagioni | Stagioni | Stagioni | Stagioni | Anno |
| Usseglio           | Gen  | Feb  | Mar  | Apr  | Mag  | Giu  | Lug  | Ago  | Set  | Ott  | Nov  | Dic  | Inv      | Pri      | Est      | Aut      | Anno |
| ------------------ | ---- | ---- | ---- | ---- | ---- | ---- | ---- | ---- | ---- | ---- | ---- | ---- | -------- | -------- | -------- | -------- | ---- |
| T. max. media (°C) | 0,8  | 4,1  | 7,9  | 11,4 | 15,5 | 18,7 | 21,6 | 20,4 | 17,2 | 12,0 | 5,2  | 2,0  | 2,3      | 11,6     | 20,2     | 11,5     | 11,4 |
| T. min. media (°C) | −9,7 | −8,6 | −5,5 | −2,2 | 2,1  | 5,5  | 7,2  | 6,6  | 4,3  | 0,2  | −4,5 | −7,7 | −8,7     | −1,9     | 6,4      | 0,0      | −1,0 |